# بیمارستان عمومی آتلانتیک
بیمارستان عمومی آتلانتیک (به انگلیسی: Atlantic General Hospital) بیمارستانی در ایالات متحده آمریکا است که در ۱۹۹۳ میلادی ساخته شد و دارای ۶۲ تخت است.